# Borgerlig Kristen Samverkan
Borgerlig Kristen Samverkan (BKS) är en nomineringsgrupp sedan 2025 i valen till Svenska kyrkan. Borgerligt Kristen Samverkan ställer upp i valen på alla nivåer: lokalt (kyrkofullmäktige), regionalt (stiftsfullmäktige) och riksnivå (kyrkomötet). 

## Historik
Borgerlig Kristen Samverkan bildades 2025 av Borgerligt alternativ och Kristdemokrater för en levande kyrka. De bildades inför kyrkovalet 2025.

## Ordförande
- 2025–: Sven Milltoft

### Vice ordförande
- 2025–: Torbjörn Aronson

### Sekreterare
- 2025–: Olle Reichenberg

### Valsamordnare
- 2025–: Irene Oskarsson